# Jakob Karweyse
Jacob oder Jakob Karweyse (auch Karweysse; Wirken um 1492) war ein Goldschmied in Marienburg; er gilt als der erste preußische Buchdrucker. 
Karweyse, der vermutlich einer einheimischen Familie angehörte, wurde 1476 Bürger der Stadt Marienburg. 1492 druckte er dort das Buch von Johannes Marienwerder, Leben der zeligen vrouwen Dorothea, welches das Leben Dorothea von Montau behandelte. Das von ihm, wie auch von Konrad Kachelofen gedruckte Passienbüchlein von den vier Hauptjungfrauen enthält im 14. Jahrhundert verfasste Legenden der als heilig verehrten Jungfrauen und Märtyrerinnen des 3. und 4. Jahrhunderts Barbara von Nikomedien, Dorothea, Katharina von Alexandrien und Margareta von Antiochia.

## Bekannte Drucke
- Johannes von Marienwerder: Leben der seligen Dorothea. Marienburg: Jakob Karweysse, 1492. 8° IBP 3173. Borm: IG 1781.  (GW M14326)
- Johannes von Marienwerder: Leben der seligen Dorothea. [Marienburg: Jakob Karweysse, um 1492]. 4° (GW M14327)
- Ein Passienbüchlein von den vier Hauptjungfrauen. [Marienburg: Jakob Karweysse]. 8°, IBP 4167. (GW M29578)[4]